# Amitriptyline
Amitriptyline, bán dưới nhãn hiệu Elavil và các tên khác, là một loại thuốc được sử dụng để điều trị một số bệnh tâm thần. Những bệnh này bao gồm trầm cảm, rối loạn lo âu, rối loạn tăng động giảm chú ý và rối loạn lưỡng cực.